# Живот
Живот је облик постојања живих бића. Представља највишу форму кретања материје, најсложенију и најзначајнију појаву природе. Природа живота је још недовољно позната да би се могла дати једна задовољавајућа и неспорна дефиниција.
Живот је оно што раздваја физичке системе у којима се одвијају биолошки процеси (као што су сигнализација и процеси самоодржавања), за разлику од оних који немају такве способности или због тога што су им такве функције престале услед смрти или зато што им природно недостају такве функције и класификоване су као неживе. Постоје различити облици живота, као што су биљке, животиње, гљиве, протисти, археје и бактерије. Критеријуми у неком тренутку могу бити двосмислени и могу и не морају дефинисати вирусе, вироиде или потенцијални вештачки живот као живот. Биологија је примарна наука која се бави проучавањем живота, иако су у проучавање живота укључене многе друге природне, техничко-технолошке и информатичке науке.

## Особености живе супстанце
Према најопштијој дефиницији, у суштини, живот је јединствено организован и функционалан систем промета материје и енергије - живот је непрекидни метаболизам. Основни неживи (абиотски, неоргански) системи су атоми и молекули, а живи (биотски, органски) организми и ћелије од којих су саздани.
Атоми и молекули су основне јединице грађе и неживих и живих супстанци и система. У живој супстанци се не сусреће ниједан хемијски елемент којег нема у њеној абиотској средини, што такође на својеврстан начин доказује и илуструје јединство живих и неживих система у природи. Жива бића су животно везана са својом неживом околином. Из ње црпе и у њу враћају материју и енергију која је неопходна за одржавање телесног устројства и одвијање животних процеса. Трајним прекидом тих материјалних и енергетских веза нестају и елементарни услови за одржавање живих система. Према томе, оне истовремено представљају и једно од најбитнијих својстава живе материје.
У остваривању организацијског јединства и функционалног самоподешавања и самоодржавања живих бића, жива супстанца испољава још низ битних особености, по којима се разликује од било ког абиотског система. То су, у првом реду, посебна хемијска грађа и структура, метаболизам, индивидуалност, самоодржавање, прилагођавање, покретљивост, размножавање и насљеђивање, рађање, развиће и смрт, осетљивост и друге (такође битне посебности).
Особена хемијска структурираност, тј. сазданост живих бића обезбеђује неопходне услове за непрекидно одвијање метаболизма као темељне животне функције и одреднице. Сва жива бића, такође, имају и своју индивидуалност, тј. обликована су и организована у функционални систем који се означава као организам, јединка или индивидуа. Индивидуално самоодржавање остварује сложени систем биолошке саморегулације, који омогућава да се, упркос трајно променљивим условима животне и унутартелесне средине, основне животне функције одвијају унутар подношљивих граница. За жива бића је карактеристична и покретљивост целог организма или његових појединих делова и структура. Живи системи се размножавају репродукцијом у мање или више себи сличне копија, које наслеђују основна карактеристична својства родитеља и њихових предака; само од живог настаје нови живот. Тиме се остварује дугорочна међугенерацијска биолошка веза, односно континуитет и опстанак врсте којој припадају. Само се жива бића рађају и на посебан начин се развијају (старе). За разлику од абиотских система, способни су да сврсисходно реагују на различите подражаје околине, тј. сензибилна су на пристигле информације о условима спољне и унутрашње средине.
На основу изложених чињеница могуће је закључити да средишњу и темељну улогу у свим особеностима живих бића, као самосталних облика постојања живе супстанце имају:
Остале поменуте особености живих система јављају се, у ствари, као услови и/или последице одржавања ових њихових најбитнијих функција.

## Преглед
Најмања додирљива јединица живота, са целокупном организацијом и функцијом животних појава и процеса, назива се организам. Организми се састоје од једне или више ћелија, у којима се одвија метаболизам, одржава хомеостаза, могу расти, одговорити на стимулансе, репродуковати (било полно или бесполно) и, током еволуцијуе, прилагодити своје могућности окружењу, у узастопним генерацијама. У биосфери је присутан веома разнолик спектар живљења организама на Земљи, али постоје заједничка својства за све њих: биљке, животиње, гљиве, протисти, археје и бактерије. У суштини се заснивају на угљенику и води у ћелијским облицима са сложеном организацијом и наследним, тј. генетичким информацијама.
Абиогенеза је природни процес постанка живота који произлази из неживе материје, као што су једноставна органска једињења. Најранији живот на Земљи настао пре најмање око 3,5 милијарди година, у еоархејској ери, када се кора довољно учврстила након растопљеног хаденског еона. Најранији физички докази живота на Земљи је биогени графит из пре 3,7 милијарди-годишњих метаседиментарних стена нађених на Западном Гренланду и фосили микроорганизама у 3.480.000.000-годишњим пешчарима у Западној Аустралији. Неке теорије, попут оне о касном тешком бомбардовању, указују на то да је живот на Земљи можда почео чак и раније, можда још пре 4.250.000.000 година, према једној студији, а чак и раније, можда и 4,4 милијарди година, а најпре према другој претпоставци. Механизам којим је почео живот на Земљи је непознат, иако су предложене многе хипотезе. Од настајања, живот је еволуирао у различитим облицима, који су класификовани у хијерархију таксона. Живот може опстати и напредовати у широком распону услова.
Иако се процењује да је више од 99% свих врста које су икада живиле изумрло, процењује се да тренутно постоји 10-14.000.000 врста живих организама на Земљи. Хемијски гледано, супстанце које воде у живот можда потичу из времена убрзо након Великог праска, пре 13.800.000.000 година, током епохе када је Свемир имао само 10-17,000.000 година. Према хипотези панспермије, микроскопски живот су дистрибуирали метеороиди, астероиди и друга мала тела Соларног система која су могла постојати у Свемиру. Иако је живот потврђен само на Земљи, многи мисле да је постојање ванземаљског живота, не само прихватљиво, него вероватно и неизбежно. Друге планете и сателити у нашем Сунчевом систему и другим планетарним системима се испитују, у потрази за доказима да је једном постојао јединствен живот, а и пројекти као што је СЕТИ покушавају да открију радио трансмисију из могућих ванземаљских цивилизација.
Смисао живота - његов значај, порекло, сврха, а коначна судбина - је централни концепт и питање у филозофији и религији. И филозофија и религија су понудили тумачења о томе како је живот везан за постојање и свест, а на које се односе и питања као што су животни став, сврха, концепција бога или богова, душа или загробни живот. Различите културе су током историје широко варирале у приступу одговорима на ова питања.
С биолошког гледишта живот је својеврсно збивање којим су захваћена сва жива бића. Живот као процес састоји се од многобројних делимичних процеса чије се деловање одвија у животном веку јединке.
Од особина живих бића које неживе ствари не поседују, највише се истичу комплексна једињења с угљеником. Најмања градивна и функционална особина живих бића је ћелија. Животни услови су ваздух, вода, топлота, температура и светлост.
Живот је такође и филозофски појам. Живот се на Земљи развио пре отприлике 3 милијарде година. На Земљи данас живи 300.000 биљних и више милиона животињских врста, уз огроман број изумрлих врста. Највеће филозофско питање о животу јесте његов смисао. Проблем живота је најчешће повезан с основним питањем филозофије о примарности духа или материје.

## Ране теорије

### Материјализам
Неке од најранијих теорија живота биле су материјалистичке, сматрајући да је све што постоји материја, а да је живот само сложен облик или аранжман материје.
- Хераклит, VI век п. н. е, је утемељитељ дијалектичко-материјалистичког погледа на свет: panta rei (све се креће). Материја, укључујући и живи свет, посвуда, свеукупно се и непрекидно мења. Она је једна – само се испољава у различитим облицима. Свеприсутна је и борба супротности: живота нема без смрти, постанак не иде без пропасти, светло без таме, почетак без краја.
- Емпедокле, V век п. н. е, претпоставља четири елемента света: вода, земља, ваздух и ватра – и досеже врхунац античког материјализма. Његова филозофија је претеча научног поступка. Занимљиве су Емпедоклеове хипотезе да живи организми настају састављањем појединих анатомских делова који се самостално формирају у природи. Након тога, одржавају се само хармоничне целине, што индицира на савремене погледе на селекцију и генетичку структуру популације.
- Аристотел IV век п. н. е, – делује на врхунцу античке науке уопште. Он уочава бескрајну биолошку разноликост, тј. чињеницу да су жива бића хетерогено и ступњевито сложена у уочљивој развојној линији. Целокупни материјални свет сврстава у хијерархијски низ сложености: од минерала, преко биљака и животиња до човека.
- Демокрит (460. п. н. е.) је мислио да је основна карактеристика живота да има душу (психу). Као и други древни писци, он је покушавао да објасни оно нешто што чини живо биће. Његово објашњење било је да је ватрени атоми чине душу на потпуно исти начин. Он разрађује ватру због очигледне везе између живота и топлоте.
- Платонов свет вечних и непромењивих облика, несавршено представљених код Артисана, у оштрој супротности са различитим механицистичким погледима на свет, од којих атомизам је до четвртог века био најистакнутији. Ова расправа је била упорна у целом древном свету. Атомистичком механизам оборио је Епикур, док су стоици усвојили божанску телеологију.
- Механистички материјализам који је настао у древној Грчкој оживљен је и ревидиран у виђењима француског филозофа Рене Декарта, који је сматрао да су животиње и људи били склопови делова који заједно функционишу као машине. У 19. веку, напредак у теорији ћелије у биолошким наукама охрабрио је овај став.
- Теорија еволуције Чарлса Дарвина (1859) је такође механицистичко објашњење за порекло врста путем природне селекције.

### Хиломорфизам
Хиломорфизам је теорија, пореклом од Аристотела (322. п. н. е.), да су све ствари комбинација материје и форме. Биологија је била један од његових главних интереса, а у његовим постојећим списима је и богат биолошки материјал. У том смислу, све у материјалном свемиру има и материју и форму, а форма живог бића је његова душа (грчки psihe, латински anima). Постоје три врсте душа:
- вегетативна душа биљака, која узрокује да расту и пропадају и нахране себе, али не изазива кретање и осећаје;
- душа животиња, која узрокује да животиње и осећају; и
- рационална душа, која је извор свести и разложности, за које је Аристотел веровао да се налази само код човека. Свака већа душа има све атрибуте доњег једног. Аристотел веровао да, иако материја може постојати без облика, облик не може постојати без облика, а самим тим и душа не може постојати без тела.

Ова процена је у складу са телеолошким објашњењима живота, у смислу усмерености сврхе или циља. Тако, белина поларног медведа је капут који објашњава своју сврху камуфлаже. Правац узрочности (из будућности у прошлост) је у супротности са научним доказима за природну селекцију, која објашњава последицу у смислу претходног узрока. Биолошке особине нису објаснили гледајући будућност оптималних резултата, већ гледајући у прошлост еволутивне историје врсте, која је довела до природне селекције функција.

### Витализам
Витализам је уверење да је принцип живота нематеријалан. Потиче од Стахла (17. век), а имао је упориште до средине 19. века. Он је апеловао на филозофе као што су Хенри Бергсон, Фридрих Ниче, Вилхелм Дилтај, анатом Бичат и хемичар Либиг.
Витализам почива на идеји да постоји фундаментална разлика између органских и неорганских материјала, као и уверење да се органски материјал може извести само из живог бића. Ово је оповргнуто 1828, када је Фридрих Велер припремио уреу из неорганских материјала. Ова Велерова синтеза се сматра полазиштем модерне органске хемије. То је од историјског значаја, јер је по први пут једно органско једињење произведено из неорганских реактаната.
Током 1850-их, Хелмхолц је показао да нема енергије која се губи у покрету мишића, што указује да није било „виталне силе“ неопходне да се мишић покрене. Ови резултати довели су до напуштања научног интереса за виталистичке теорије, иако се уверење задржало у псеудонаучним теоријама као што су хомеопатија, која тумачи болести као да су узроковане поремећајем у хипотетичкој виталној сили или животној снази.

## Дефиниције
Недвосмислена дефиниција живота је велики изазов и за научнике и за филозофе. То делом проистиче из чињенице да јер живот и стање и процес, а не чиста супстанца. Било која дефиниција мора бити довољно широка да обухвати све познате облике живота и мора бити довољно општа да укључи и могуће облике живота који могу бити у основи различити од живота на Земљи.

### Биологија
С обзиром да не постоји недвосмислена дефиниција живота, описано је данашње разумевање његове суштине. Живот се сматра карактеристиком уобличених физичких система у којима се одвијају биолошки процеси са већином следећих особености
1. Хомеостаза: Уређеност унутрашњег окружења за одржавање у константном стању; На пример, концентрација електролита или знојење смањују температуру.
2. Организација: Жива бића се структурно састоје од једне или више ћелија - основних јединица живота.
3. Метаболизам: Трансформација енергије претварањем хемикалија и енергије у ћелијске компоненте (анаболизам) и распадања органских материја (катаболизам). За одржавање унутрашње организације и функције (хомеостазе), живим бићима је неопходна енергија, која учествује и креирању других појава у вези са животом.
4. Раст: Одржавање више стопа анаболизма од катаболизма. Организам повећава своју величину у свим деловима тела, а не само у акумулирању материје.
5. Адаптација: Способност да се сваки организам временом мења као одговор на променљиве услове околине. Ова могућност је од суштинског значаја за индивидуално преживљавање, али и за процес еволуције. Одређена је генетичком конституцијом организма, храном и спољашњим факторима.
6. Одговор на подражаје: Одговор може имати различите облике, од контракција једноћелијских организма на утицаје спољашњих хемикалија (хемотаксе), до сложених реакција, које укључује сва чула вишећелијских организама. Одговор се често изражава покретом; на пример, окретање лишћа биљке према сунцу (фототропизам), и корена према тлу (геотропизам).
7. Репродукција: Способност за производњу нових појединачних организама, било бесполно из једног родитељског организма или полним путем, од два родитеља организама „са стопом грешке испод прага одрживости“.

Укратко, све те способности живих система се могу свести на три горе поменуте одреднице:
- аутономност организама,
- ауторегулацију и
- ауторепродукцију.

Ови сложени процеси, названи физиолошке функције, имају у основи физичке и хемијске принципе, као и за сигнализацију и контролне механизме, који су неопходни за одржавање индивидуалне и филогенетске хомеостазе.

### Алтернативе
Предложене су и неке друге биолошке дефиниције живота, а многе од њих су на основу хемијских система. Биофизичари су дефинисали да функције живих система почивају на негативној ентропији. Другим речима, дневни процеси могу се посматрати као кашњење спонтане дифузије или дисперзије унутрашње енергије биолошких молекула према вишем потенцијалу микроодрживости. У више детаља, према физичарима, као што су Џон Бернал, Ервин Шредингер, Јуџин Вигнер и Џон Ејвери, живот представљају као члана класе феномена који су отворени или континуираних система који су у могућности да смање своју унутрашњу ентропију на рачун супстанци или слободне енергије узетих из околине, а потом је ослобађају у деградираном облику. На вишем нивоу, жива бића су термодинамички системи који имају организовану молекулску структуру. По томе је живот ствар која може да репродукује саму себе и да се развија како диктирају услови опстанка. Према томе, живот је самоодрживи хемијски систем способан да се прилагођава факторима Дарвиновске еволуције.
Други предложени системски став је да живот не мора нужно да зависи од молекулске хемије. Једна од таквих системских дефиниција живота је да су жива бића самоорганизована и аутопоиетска (самопоновљива). Варијације ове дефиниције укључују и Стјуарт Кауфманову варијанту живота као аутономног агенса или мултиагенсног система, који је способан за репродукцију самог себе или, као и довршавање барем једног термодинамичког циклуса рада.

#### Вируси
Вируси се много чешће сматрају репликаторима него облицима живота. Они су описани као „организми на рубу живота“, јер поседују гене, еволуирају под утицајем природне селекције и репликују се стварањем више сопствених копија. Међутим, вируси не метаболизују и за те функције им је неопходан систем ћелије домаћина. Према самообнављању вируса домаћинска ћелија има импликације за проучавање порекла живота, јер то може подржати хипотезу да је живот могао почети на нивоу самообнављајућих органских молекула.

### Теорије живих система
У филозофији и религији постоји идеја да је Земља жива, али прва научну расправу о томе покренуо је је шкотски научник Џејмс Хатон. У 1785. он је изјавио да је Земља суперорганизам и да њено правилно проучавање треба бити у оквирима физиологије. Хатон се сматра оцем геологије, али његова идеја о живој Земљи је заборављена у интензивном редукционизму 19. века. Геја хипотеза, коју је предложио Џејмс Лавлок (1960, указује на то да живот на Земљи делује као један организам који одређује и одржава животне услове потребне за његов опстанак.
Први покушај опште теорије живих система за објашњавање природе живота био је 1978, коју је формулирао амерички биолог Џејмс Грајер Милер. Таква општа теорија, која произлази из еколошких и биолошких наука, покушава да мапира опште принципе функције свих живих система. Уместо испитивања феномена у покушају разлагања система на компоненте, општа теорија живих система истражује појаве у смислу динамичких образаца односа организама са својим окружењем. Роберт Росен (1991) на том изграђује дефиницију система као компоненте, тј. као „јединицу организације“; дела с функцијом, односно, дефинисан однос између дела и целине. Из овог и других почетних концепата, развила се „релациона теорија система“ који покушава да објасни посебна својства живота. Наиме, он је идентификовао „недељиву компоненту у организму“ (нонфракционабилност), као основну разлика између живота и система „биолошке машине“.
Један од системских погледа на живот скупно третира околинске и биолошке флуксеве, као „реципроцитет утицаја“ и да је реципрочни однос са околином дискутабилан као важан за разумевање живота као што је у примеру разумевања екосистема. Тако и Харолд Џ. Морович (1992) објашњава да је живот својствен еколошким систему, а не једном организму или врсти. Он тврди да је екосистемска дефиниција живота боља да се нагласи његова биохемијска или физичка природа. Роберт Уланович (2009) истиче симбиозу као кључ за разумевање системских остварења у понашању живота и екосистема.
Биологија комплексних система је област науке која проучава појаву функционалне и организацијске сложености организама са становишта теорије динамичких система. Потоњи се често називају и биолошки системи и имају за циљ схватање најосновнијих аспеката живота. Уско везан приступ биологији система је релацијска биологија, која се углавном бави разумевањем животних процеса у смислу најважнијих односа и категоризирањем таквих односа међу битним функционалним компонентама организама. За вишећелијске организме, ово је дефинисано као „категоријска биологија“ или модел представљања организама према теорији категорија биолошких односа, а такође и алгебарска топологија функционалне организације живих организама у смислу њихове динамичне, сложене мреже метаболичкихгенетичких, епигенетичких процеса и сигнални пут|сигналних путева.
Такође је тврдио да је еволуцијски ред код живих система у одређеним физичким системима усаглашен са заједничким основним принципом, који је назвао Дарвиновом динамиком. Дарвинова динамика је први пут формулисана према макроскопском нивоу стварања једноставних небиолошких систем далеко од термодинамичке равнотеже, а затим се протеже на разматрање живих система. Укратко, молекули РНК су били основа генерисање процеса за обе врсте система, а закључено је да су у основи слична.
Још једна системска дефиниција, звана теорија оператора, предлаже: живот је општи термин за присуство типских затварача у организму; типски затварачи су мембране и аутокаталитички сет у ћелији и предлаже да је организам „било који систем са организацијом која је у складу с типом оператера који је у најмању руку комплексан као ћелија“.
Живот се може моделовати као мрежа инфериорних негативних повратних информација регулаторних механизама, подређених и надређених позитивних повратних информација, које је формирао потенцијал ширења и размножавања.

## Порекло
Докази указују да живот на Земљи постоји већ најмање 3,5 милијарди година. с најстаријим физичким траговима живота који датирају од пре 3,7 милијарди година. Сви познати облици живота имају темељне молекулске механизме, који одражавају њихово заједничко порекло. На основу ових запажања, хипотезе о пореклу живота покушавају да се пронађу онај механизам који објашњава формирање универзалног заједничког претка, од једноставних органских молекула преко прећелијског живота протоћелије до метаболизма. Модели су подељени у категорије „први гени“ и „први метаболизам“, али однедавно превладава тренд формулирања хибридних модела који комбинују обе категорије.
Не постоји тренутни научни консензус о томе како је живот настао. Међутим, већина прихваћених научних модела се заснива на следећим запажањима:
- Милер-Јуријев експеримент и рад Сидни Фокса, показују да су примитивни услови на Земљи давали предност хемијским реакцијама које синтетишу аминокиселине и друга органска једињења из неорганских прекурзора.
- Фосфолипиди спонтано формирају липидне двослоје, основну структуру ћелијске мембране.

Живи организми синтетишу протеине, који су полимери аминокиселина, који настају по упутству дезоксирибонуклеинске киселине (ДНК). Синтеза протеина подразумева посреднички полимер – рибонуклеинску киселину (РНК). Једна од могућности за то је да је живот почео тако да су најпре настали гени, а затим протеини; алтернатива је, наравно, обрнути процес: прво су настали протеини, а затим су дошли гени. Међутим, будући да су и гени и протеини потребни за производњу друге стране, проблем поприма обрисе одговора на потање: шта је настало пре кокошка или јаје. Већи део научне заједнице подржава мишљење да је мало вероватно да су гени и протеини настали самостално. Стога је, као могућност, Франсис Крик први предложио варијанту да је живот био је заснован на РНК, која има као и ДНК својства складиштења информација и каталитичких способности неких протеина. То се зове хипотеза РНК света, а подржава је запажање да се многи од најкритичнијих компоненти ћелија (оних које се развијају најспорије) састоје углавном или у потпуности од РНК. Исто тако, многи критични кофактори (ATP, ацетил-КоА, NADH итд.) су или нуклеотиди или супстанце које се јасно односе на њих. Каталитичка својства РНК нису била доказана када је ова хипотеза предложена, али је накнадно то потврдио Томас Чех, 1986.
Једно питање у вези са теоријом РНК света је да је синтеза РНК из једноставних неорганских прекурзора тежа него за друге органске молекуле. Један од разлога за то је да су прекурзори РНК врло стабилни и међусобно реагују врло споро под уобичајеним условима околине, па је такође предложено да су се живи организми састојали од других молекула пре него што је настала РНК. Међутим, успешна синтеза одређених молекула РНК, под условима који су постојали пре живота на Земљи, постигнута је додавањем алтернативних прекурзора у неком одређеном циљу са претечама фосфата присутних у целој реакцији. Ова студија чини теорију РНК света прихватљивијом.
Геолошка открића у 2013. су показала да су реактивне врсте фосфора (као што су фосфити) били су у изобиљу у океану, пре 3,5 милијарде година и да лако реагује с воденим глицеролом за генерирање фосфита и глицерол 3-фосфата. Претпоставља се да су метеорити који садрже Schreibersite из касног тешког бомбардирања могли да пруже иницијални редуковани форсфор, који би могао да реагује с пребиотским органским молекулима да формира фосфорилизоване биомолекуле, као и РНК.
У 2009. години, експерименти су показали Дарвиновску еволуцију од двокомпонентног система РНК ензима (рибозима) in vitro. Експеримент је изведен у лабораторији Герарда Џојса, који је изјавио: „Ово је први пример, изван биологије, еволуцијске адаптације у молекулско-генетичком систему“.
Пребиотска једињења могу имати ванземаљско порекло. НАСА је налазима из 2011. године, на основу студија с метеора који се могу наћи на Земљи, указала на присуство компоненти ДНК и РНК (аденин, гуанин и сродних органских молекула, који могу бити формиране у свемиру. У марту 2015, научници НАСА су известили да су, по први пут, сложена ДНК и РНК органских једињења живота, укључујући и урацил, цитозин и тимин, формирана у лабораторији под свемирским условима, користећи почетне хемикалије, као што су пиримидин. Који је нађен у метеоритима. Пиримидини, као што је полициклични ароматични угљоводоник (PAH), угљеником најбогатија хемијска једињења нађена у свемиру, можда су, према научницима, формирани у Црвеним гигантима или међузвезданој прашини и гасу облака.

## Утицај средине
Разноликост живота на Земљи је резултат динамичне интеракције између генетичких потенцијала, метаболичке способности, животних изазова и симбиоза. Током већине свог постојања, насељивим окружењем Земље су доминирали микроорганизми одређени способностима свог метаболизма и деловању еволуцијских фактора. Као последица ових микробних активности, физичко-хемијско окружење на Земљи се мењало на геолошкој временској скали, што је утицало на путеве еволуције накнадног живота. На пример, ослобађање молекулског кисеоника из цијанобактерија, као продукта фотосинтезе, изазвало је глобалне промене у Земљиној атмосфери. Будући да је кисеоник отрован за већину облика живота на Земљи у то време, то је представљало еволуцијске изазове, што је на крају резултирало у формирању великих животињских и биљних врста на нашој планети. Ова узајамност између организама и њиховог окружења је инхерентна карактеристика живих система.
Сви облици живота захтевају одређене основне хемијске елементе потребне за биохемијско функционисање. То укључује угљеник, водоник, азот, кисеоник, фосфор и сумпор у даљем тексту: елементарне микронутријенте за све организме (за које се у енглеском језику често користи акроним CHNOPS. Они заједно изграђују нуклеинске киселине, протеине и липиде, и највећи део живе материје. Пет од тих шест елемената чине хемијски компоненте ДНК (све осим сумпора). Потоњи је компонента аминокиселина цистеин и метионин. Од ових елемената, у органској супстанци је најобилнији угљеник, који има подобне атрибуте за формирање вишеструких, стабилних ковалентних веза. Ово омогућава да се на бази угљеника формира богат избор хемијских аранжмана (органских) молекула. Предложени су алтернативни хипотетички облици биохемијских процеса, на елиминације једног или више од тих елемената, заменом елемената једним који није на поменутој листи променом потребних хиралности или других хемијских својстава.

### Распон толеранције
Инертне компоненте екосистема су физички и хемијски фактори неопходни за живот – енергија (сунце или хемијска енергија), вода, температура, атмосфера, гравитација, храњиве материје и ултраљубичасто зрачење за заштиту од сунца. У већини екосистема, услови варирају у току дана, а од једне сезоне у другу. Живећи у већини екосистема, организми морају бити у стању да преживе низ услова, под називом „распон толеранције“, изван којег су у „зони физиолошког стреса“, где могу преживети, али не и опстати и оптимално се размножавати. Иза ове зоне су „зоне нетолеранције“, где су опстанак и репродукција тог организма немогући. Организми који имају широк спектар толеранције су шире распрострањени него они са уским распоном толеранције.
Да би преживели, микроорганизми морају имати облике који ће им омогућити да издрже замрзавање, потпуно исушивање, глад, висок ниво изложености зрачењу и другим физичким или хемијским изазовима. Ови микроорганизми могу преживјети изложеност таквим условима недељама, месецима, годинама или чак вековима: Екстремофили су микробни облици живота који бујају изван опсега у којем је уопште могуће наћи живот. Они се одликују искориштавањем неуобичајених извора енергије. Док се сви организми састоје се од готово идентичних молекула, еволуција је произвела и такве микроба да се носе с широким распоном физичких и хемијских услова. Карактеризација структуре и метаболичке разноликости микробне заједнице у таквим екстремним срединама је у току.
Микробни облици живота напредују чак и у Маријанској бразди – најдубљем месту на Земљи. Микроби напредују и унутар стена до 1900 m испод морског дна под 8.500 m испод површине океана.
Испитивање упорности и разноврсности живота на Земљи, као и разумевање молекулских система које неки организми користе за опстанак у тако екстремним условима, важно је и за потрагу за животом изван Земље. На пример, лишајеви би могли преживјети месец дана у симулираном марсовском окружењу.

## Форме и функције
Ћелија је основна организацијска и функционална јединица свих облика живота, а свака ћелија произилази из већ постојеће ћелије, њеном поделом. Ћелијску теорију су формулисали Хенри Дутроше, Теодор Шван, Рудолф Вирхов и други, у раном деветнаестом веку, а касније је постала широко прихваћена. Активност сваког организма зависи од укупне ћелијске активности, од протока енергије унутар и између ћелија. Ћелије садрже наследне информације које се преносе као генетички код у низу ћелијских деоба.
Постоје два основна типа ћелија:
- прокариотској недостаје једро и друге мембранске органеле, иако имају кружну ДНК и рибозома. Бактерије и археје су два домена прокариота;
- еукариотске ћелије имају различита једра са мембраном и мембраном ограничене органеле, укључујући и митохондрије, хлоропласте, лизозоме, храпави и глатки ендоплазматични ретикулум и вакуоле. Осим тога, оне имају хромозомске структуре, у којима је смештен генетички материјал. Све врсте великих сложених организама су еукариоте, укључујући животиње, биљаке и гљиве, иако већину врста еукариота чиме протисти – микроорганизми. Конвенцијски модел је да су еукариоте еволуирале од прокариота, са главним органелама еукариота формираним путем ендосимбиозе између бактерија и праеукариотских ћелија.

Молекулски механизми биологије ћелије су базирани на протеинима. Већина од њих су синтетизују у рибозомима, у ензимски катализином процесу који се назива биосинтеза протеина. А редослед аминокиселина се саставља и спаја на темељу експресије гена ћелијске нуклеинске киселине. У еукариотским ћелијама, ови протеини се затим могу преносити и обрађивати у Голџијевом апарату у припреми за отпрему на одредиште.
Ћелије се репродукују кроз процес ћелијске деобе, у коме се родитељска ћелија дели на две или више ћелија ћерки. За прокариоте, подела ћелија се одвија у процесу фисије, у којем се ДНК репликује, па су две копије обавију деловима ћелијске мембране. Код еукариота, деоба ћелије се одвија у сложенијем процесу митозе. Међутим, крајњи резултат је исти; новонастале ћелијске копије су међусобно идентичне као и оригинална ћелије (осим могучих мутација), а обе су способне за даљње поделе, након периода интерфазе.
Вишећелијски организми су можда прво еволуирали путем формирања ћелијских колонија. Ове ћелије спајањем могу да формирају групу организама. Појединачни чланови колоније су способни за самостално преживљавање, док су припадници правог вишећелијског организма развили специјалност чланова колоније, што их чини зависним од остатка организма, да би могли опстати. Такви организми се формирају клонално или из једне клицине ћелије, која је способна да формира разне специјализоване ћелије које чине организам одраслих јединки. Ова специјализација омогућује вишећелијским организмима ефикасније искориштавање него што то могу појединачне ћелије.
Ћелије су развиле моделе опажања промене услова и одговора на њихово микроокружење, чиме побољшавају своју прилагодљивост. Ћелијска сигнализација координира ћелијске активности, а тиме и уређује основне функције вишећелијских организама. Сигнализација између ћелија може ићи директним контактом ћелија користећи сигнализацију међућелијских веза или индиректно кроз размену агенаса као у ендокрином систему. У сложенијим организама, повећање координације активности се остварује и путем нервног система.

## Класификација
Хијерархија биолошких класификације има осам великих таксономских редова. Живот је подељен на домене, који су подељени на остале групе. Средњи мањи рангови нису приказани.
Први познати покушај класификовања организама је дело грчког филозофа Аристотела (384—322. п. н. е.), који је класификовао све живе, у то време познате организме, као биљке или животиње, углавном на основу њихове способности да се крећу. Он је такође разликовао животиње са крвљу од животиња без крви (или барем без црвене крви), које се могу упоредити са концептом кичмењака и бескичмењака. Животиње са крвљу је поделио у пет група:
- вивипарани четвороношци (сисари),
- четвороношци који носе јаја (рептили и водоземци), птице, рибе и китови.

Животиње без крви су подељене у пет група: главоношци, ракови, инсекти (у који је укључивао и пауке, шкорпионе и стоноге, поред онога што данас дефинишемо као инсекте), шкољкашке животиње (као што је већина мекушаца и бодљокожаца) и „зоофуте“. Иако Аристотелов рад у зоологији није био без грешака, то је била највеличанственија биолошка синтеза свога времена, Аристотел је је остао врховни ауторитет током многих векова након његове смрти. Истраживања америчког континента су открила велики број нових биљака и животиња које је било потребно описати и класификовати. У другој половини 16. и почетком 17. века, почело је пажљивије проучавање животиња и постепено се продуживало док се није формирао довољан корпус знања да послужи као анатомски основ за класификацију. У касним 1740-тим, Карл фон Лине је представио свој систем биномијалне номенклатуре за класификацију врста. Лине је покушао да побољша структуру и смањи дужину претходно кориштених многосрочених имена укидањем непотребне реторике, увођењем нових термина и прецизним описним дефинисањем њиховог значења. Доследном применом Линеовог система, издвојена је номенклатура из таксономије .
Гљиве су првобитно третиране као биљке. Током кратког периода, Лине их је разврстао у таксон Vermes у Animalia, али их је касније касније вратио у Plantae. Коперланд је класификовао гљиве у Protoctista, чиме се деломично избегава проблем, али признаје њихов посебан статус. Проблем је на крају решио Витекер, када им је дао посебно царство у свом петоцарском систему. Еволуцијски историја показује да су гљиве уже везане за животиње, него за биљке.
Када су нова открића омогућила детаљну студију ћелија и микроорганизама, откривене су нове групе живота и дефинисане нове биолошке науке биологија ћелије и микробиологија. Новоописани организми су првобитно засебно укључени у протозое као и животиње и протофите / талофите, као биљке, али их је Хекел ујединио у краљевство једноћелијских организама, а касније су прокариоте одвојене у краљевство Monera, који ће на крају бити подељени у две одвојене групе, на бактерије и археје. То је довело до система од шест царстава на крају тренутни систем од три домена, који се темељи на еволуцијским односима. Међутим, класификација еукариота, посебно протиста, још увек је контроверзна.
Као и микробиологија, развијене су молекулска биологија и вирологија, откривени су нећелијски репродуцибилни агенси, као што су вируси и вироиди. Питање да ли се могу убрајати у облике у живота, још увек је предмет расправа; вирусима недостају обележја живота као што су мобилне мембране, метаболизам и способност да расту, или сензибилни одговори на њихова окружења. Вируси се и даље могу сврстати у „врсте“ на основу биологије и генетике, али су многи аспекти такве класификације и даље контроверзни

## Ванземаљски живот
Панспермија је хипотеза која тврди да бактерије на Земљи потичу са комета.
Земља је једина планета која је познато уточиште живота. Остале локације унутар Сунчевог система које могу угостити микробне облике живота укључују потповршинске слојеве на Марсу, атмосферу Венере, и потповршинске слојеве океана на неким сателитима планете гасног гиганта. Варијабле Дрејкеове једначине се користе како би се разговарало о условима за живот у соларном систему, где се са највећом вероватноћом очекује постојање цивилизације.
Регије око звезда главног низа које би могле подржати облике попут живота на Земљи могле би бити сличне планетама које су познате као усељива зона. Унутрашњи и спољашњи радијус ове зоне варира са сјајем звезда, као што то чини и временски интервал у којем зона опстаје. Масивније звезде од Сунца имају већу усељиву зону, али се и даље у главном рачуна на краћи временски интервал. Мали црвени патуљци су звезде које имају супротан проблем, са мањом усељивом зоном која је предмет виших нивоа магнетне активности и ефеката плиме закључавања из блиске орбите. Стога, звезде у средњем распону масе као што је Сунце могу имати већу вероватноћу да развију живот као што је овај на Земљи. Положај звезда унутар галаксије може имати утицај на могућност формирања живота. Звезде у подручјима с већим обиљем тежих елемената који могу формирати планете, у комбинацији са ниском стопом потенцијалних станишта оштећују супернова догађаји, према предвиђањима, имају већу вероВатноћу да буду домаћинске планете са сложеним животом.
Панспермија, такође названа и као егзогенеза, је хипотеза да је живот настао другде у Свемиру, а потом пребачен на Земљу у облику спора путем метеорита, комета или космичке прашине. Насупрот томе, земаљски живот може се „пресадити“ у друге соларне системе помоћу усмерене панспермије, да би се осигурало ширење неких земаљских облика живота. Астроеколошки експерименти са метеоритима показују да су материјали астероида и комета богати неорганским елементима и могу бити плодно тло за микробе, алге и биљни живот, прошлом и будућем животу на нашем и другим соларним системима.

## Истраживање
У 2004. години, научници су известили о откривању спектралних ознака за антрацен и пирен у ултраљубичастом зрачењу које емитује Црвена правоугла Небула (други такви сложени молекули никада раније нису пронађене у Свемиру). Ово откриће се сматра потврдом хипотезе да је маглина истог типа као Небула и да конвекцијске струје изазивају угљеникова и водоникова језгра маглине да буду захваћени звјезданим ветровима и да зраче према ван. Док су се хладили, атоми су се наводно везали једни друге на различите начине и на крају формирали честице од милион или више атома. По неким извештајима уочени су полициклични ароматични угљоводоници (PAH), који су можда били од виталног значаја и у формирању раног живота на Земљиној маглини, и који нужно морају бити пореклом из маглина.
У августу 2009. године, научници агенције НАСА су по први пут у кометама идентифицирали један од основних хемијских градивних блокова живота (аминокиселиу глицин). У 2010. години, у маглини је откривене куглице фулерена, а фулерени су укључени у порекло живота; према астроному Летизију Стангхелину: „Могуће је да су куглице из свемира семе за живот на Земљи“.
Августа 2011. године, НАСА на основу проучавања метеорита нађених на Земљи предлаже да се ДНК и РНК компоненте (аденин, гуанин и сродни органски молекули), као градивни блокови за живот какав познајемо, могу формирати и вантемаљски, у свемиру.
У октобру 2011. године, научници су, помоћу спектроскопије, утврдили које космичке прашине садрже комплексне органске материје („аморфне органске материје с мешовитом ароматично – алифатскиом структуром“) које би могле настати природно, и брзо, из звезда. Та једињења су толико комплексна да њихова хемијска структура подсећа на састав угља и нафте; претходно се мислило да хемијски комплекси настају само у живим организмима. Ова опажања указују на то да су органска једињења донесена на Земљу честицама међузвездане прашине, јер могу послужити као основни састојци за живот и имају површинске катализаторске активности. Један од научника је предложио да се ова једињења можда односе и на развој живота на Земљи и рекао: Ако је то случај, живот на Земљи је можда имао лакши пут полазећи од ових органских материја, које могу послужити као основни састојци за живот.
У августу 2012. године, астрономи са Копенхагеншког универзитета су пријавили детекцију специфичног молекула шећера, гликолалдехида, у далеком систему звезда. Молекул је пронађен око протозвезда бинарног IRAS 16293-2422, која се налази 400 светлосних година од Земље. Гликолалдехид је потребан за формирање рибонуклеинске киселине, или РНК, која је по функцији слична ДНК. Овај налаз сугерира да се сложени органски молекули могу формирати у звезданим системима пре формирања планета, који на крају долазе на младе планета почетком њиховог формирања.
Септембра 2012. Насини научници су известили да се полициклични ароматични угљоводоници (PAH), изложени међузвезданим (ISM) условима трансформишу путем хидрогенације, оксигенације и хидроксилације, у сложенија органска једињења, што је корак на путу ка аминокиселинама и нуклеотидима, сировинама протеина и ДНК. Надаље, као резултат тих трансформација, PAH губе спектроскопске ознаке, што би могао бити један од разлога „за недостатак откривања PAH у зрнима међузвезданог леда, посебно у спољашњим регијама хладних, густих облака или горњим слојевима молекуларних протопланетарних дискова“.
У јуну 2013. године, полициклични ароматични угљоводоници су откривене у горњим слојевима атмосфере Титана, највећег месеца планете Сатурна. Такође, те 2013. на пројекту Atacama Large Milimetar Array (ALMA Project) потврђено је да су истраживачи открили важан пар пребиотских молекула у леденим честицама у међузвезданог простора. Хемикалије, пронађене у гигантском облаку гаса око 25.000 светлосних година од Земље, могу бити кључна претходна компонента ДНК, а друге могу имати улогу у формирању важних аминокиселина. Истраживачи су открили молекул цијанометанимин, који производи аденин, једну од четири нуклеобазе, које чине „пречке“ у лествичастој структури ДНК. Сматра се да други молекул, под називом етанимин, имају улогу у формирању аланина, једне од двадесет аминокиселина у генетичком коду. Раније су научници мислили да се такви процеси дешавају у самом танком слоју гаса између звезда. Нова открића, међутим, указују на то да се хемијско формирање секвенци за ове молекуле није догодило у гасу, већ на површини зрна леда у међузвезданом простору. NASA ALMA научник Антони Ремијан је изјавио да је проналажење овог молекула у међузвезданом облаку гаса важан градивни блок за ДНК и аминокиселине и може бити семе на новоформираним планетама за хемијске прекурзоре живота.
Јануара 2014. НАСА је известила да ће тренутна студија на планети Марс, укључујући Curiosity и Opportunity rover (истраживачке направе) сада бити у потрази за доказима данашњег живота, укључујући и биосферу, на основу аутотрофних, хемотрофних и/или хемолитоаутотрофних микроорганизама, као и древне воде, укључујући флувио-језерске средине (равнице које се односе на древне реке или језера) који могу бити усељиви. Потрага за доказима о погодности за становање, тафономија (која се односе на фосиле) и органски угљеник на планети Марс је сада један од примарних циљева агенције НАСА.
У фебруару 2014. НАСА је објавила да је знатно надограђена база података за праћење полицикличних ароматичних угљоводоника у свемиру. Према том извјештају, више од 20% од угљеника у свемиру може бити повезано са PAH, могућим полазним материјалом за формирање живота. Изгледа да су се те супстанце формирале убрзо након Великог праска, а широко су распрострањена у свемиру, повезане са новим звездама и егзопланетама.

## Смрт
Смрт је дефинитивни престанак свих виталних функција или животних процеса у организму. Може се појавити као резултат несреће, медицинских услова, биолошке интеракције, потхрањености, тровања, старења или самоубиства. Као и рођење, смрт је саставни део и једно од битних обележја живота.
Након смрти, остаци организма поновно улазе у биогеохемијске циклусе. Организме могу конзумирати предатори или стрвинари, а остатак органског материјала тада могу даље разградити детритивори, организми који рециклирају лешеве и у околину поново враћају узете супстанце за нову употребу у прехрамбеном ланцу.
Један од изазова у дефинисању смрти је у разликовању од живота. Чини се да се смрт односи на било који тренутак завршетка живота или ступањ који прати почетак живота. Међутим, одређивање када је дошло до смрти захтева израду прецизне концептуалне границе између живота и смрти. То може да буде проблематично, јер је мало консензуса око тога како дефинисати живот. Природа смрти је миленијима била централна брига светских религијских традиција и филозофске расправе. Многе религије одржавају веру у било коју врсту загробног живота или реинкарнације душе или ускрснућа тела у неком будућем времену.
Изумирање је процес у којем група таксона или врста изумире, смањујући биолошку разноликост. Термином нестанка се генерално сматра смрт последње јединке те врсте. Јер „потенцијални распон“ врста може бити врло велики, па је такво одређивање овом тренутку тешко и најчешће се врши накнадно, након периода привидне одсутности. Врста је у ствари изумрла онда када више није у могућности да опстане у промењеном станишту или када се не може одупрети супериорној конкуренцији. У историји Земље, преко 99% свих врста које су икада живеле – изумрле су. Међутим, масовно изумирање можда је убрзало еволуцију пружањем могућности за нове групе организама насталих путем претходне диверсификације.
Фосили су сачувани остаци или трагови животиња, биљака и других организама из далеке геолошке прошлости. Укупност фосила, откривених и неоткривена, и њихово лежиште у фосилним стенама и њиховим формацијама и седиментним слојевима, позната је као фосилни запис. Очуван примерак се зове фосил ако је старији од дана фосилизације најмање 10.000 година. Стога су фосили у распону доба, од најмлађих, са почетка епохе холоцена до најстаријих из архајског еона – старих до 3,4 милијарде година.

## Вештачки живот
Вештачки живот је још увек у подручју студија, које испитују системе који се односе на живот, његове процесе и еволуцију, помоћу симулација рачунарских модела, роботике и биохемије. Студија синтетског живота имитира традиционалну биологију рекреирања неких аспеката биолошких феномена. Научници проучавају логику живих система стварањем вештачког окружења и покушавају да нађу сложену обраду информација која дефинише такве системе. Док је живот, по дефиницији, жив, вештачки живот се генерално ограничава на дигитално-виртуално окружење и постојање.
Синтетска биологија је ново подручје биолошких истраживања и технологија која комбинује науку и биолошко инжењерство. Заједнички циљ је дизајн и изградња нових биолошких функција и система који нису пронађени у природи. Синтетска биологија укључује широка редефинисања и проширење биотехнологије, са крајњим циљевима у могућности дизајнирања и изградње пројектованих биолошких система који обрађују информације, манипулирају хемикалијама, измишљају материјале и конструкције, производе енергију, дају храну, одржавају и побољшавају здравље људи и наше средине.

## Напомена
Еволуција вируса и других сличних облика је још увек неизвјесна. Стога, ове класификације могу бити парафлетске, јер је ћелијски живот могао еволуирали из нећелијског живота или полифилетски због најновијег заједничког претка можда неће бити укључени.

## Галерија
- Главна „тајна“ сваког појединог живота „крије“ се у „приватним“ молекулима ДНК
- Нити фотосинтетске цијанобактерије
- Диверзитет једноћелијских морских кремени алги (Diatomea)
- Протозоа
- Медузе
- Краљевска морска звезда на плажи
- Гљива мухара (Amanita muscaria)
- Права маховина (Bryophita)
- Четинар: млада шишарка бора
- Цветнице: Крајолик с дивљим маковима (Papaver rhoeas)
- Поточна пастрмка (Salmo trutta)
- Жаба
- Зелембаћ и зидни гуштер
- Птица:
- Домаћи коњ
- Орангутани су прилагођени за живот на дрвећу